# Lichte zandvedermot
De lichte zandvedermot (Gillmeria pallidactyla) is een vlinder uit de familie van de vedermotten (Pterophoridae). De wetenschappelijke naam is gepubliceerd in 1811 door Haworth.
De soort komt voor in Europa.